# The Theatre
The Theatre (simplesmente, O Teatro) foi um teatro isabelino localizado em Shoreditch, distrito do borough londrino de Hackney, a nordeste da cidade de Londres. 
Foi construído pelo ator e empresário James Burbage, próximo de sua casa na Olywell Street. The Theatre é considerado o primeiro teatro construído em Londres com a única finalidade de representar produções teatrais. 
A história do The Theatre inclui um número de importantes grupos de atores, dentre eles os Lord Chamberlain's Men, que empregaram Shakespeare como ator e dramaturgo. Depois de uma disputa com o caseiro, o teatro foi demolido e a madeira usada para a construção do Globe Theatre, em Bankside.